# Stopperstek
Der Stopperstek oder auch Rollstek ist ein Klemmknoten, mit dem eine dünnere Leine mit einem dickeren Seil, einer Trosse, einer Kette oder einem Mast verbunden wird. Er kann auch verwendet werden, wenn das Seil unter Spannung steht. Er zieht sich unter Belastung zu und lockert sich bei Entlastung wieder und kann so verschoben werden. Bei seitlicher Belastung in Richtung des zusätzlichen Törns blockiert er, in die andere Richtung lässt er sich verschieben.

## Anwendung
Der Stopperstek ist besonders in der Seefahrt gebräuchlich.
Mit dem Stopperstek kann eine Hilfsleine an ein unter Spannung stehendes Seil geknotet werden, um dieses mit einer Winsch oder einem Flaschenzug zu entlasten. Das ist beispielsweise der Fall, wenn eine Schot durch die Windkraft im Segel gespannt wird und sich auf der Winsch verklemmt (einen „Überläufer“ bildet) oder wenn bei einem Fall die Seilklemme blockiert ist.
Auf Schiffen, die nicht mit Winschen ausgerüstet sind, ist eine solche Arbeitstalje manchmal nötig, um ein Segel korrekt zu trimmen.
Weil der Stopperstek leicht verschiebbar ist, kann damit mit einer Hilfsleine eine Last mit einer Winsch oder einem Flaschenzug Meter um Meter hergeholt werden, beispielsweise ein schweres an einem Seil hängendes Gewicht, oder eine schwere oder „ausgerauschte“ Ankerkette. Bei einer Seilbrücke kann das Tragseil damit gespannt werden, bevor es an der zweiten Verankerung festgebunden wird.
Das zu schleppende Schiff übergibt eine Wurfleine an einen Schlepper, eine dickere Leine wird angeschlagen und dann die Schlepptrosse übergeben. Ein Schlepper benutzt immer seine eigenen Trossen.

## Wirkung
Die Klemmwirkung ist stark abhängig vom Unterschied der Seildurchmesser sowie von Material und Oberflächenbeschaffenheit der beiden Seile. Fest wird der Knoten bei einem Unterschied der Durchmesser von 1 zu 1,5 bis 1 zu 5; aber je größer der Unterschied, desto schwächer ist die dünne Leine. Nur durch einen kleineren Seildurchmesser, mit welchem der Knoten und das stehende Seil geknüpft wird, tritt eine gute Klemmwirkung ein. Der Knoten Nr. 1735 ist fester als der Knoten Nr. 1734, lässt sich aber schlechter verschieben. Je mehr Windungen auf der Zugseite gemacht werden, desto höher wird die Klemmwirkung.

## Knüpfen
Es gibt zwei Varianten, im Ashley-Buch der Knoten, mit den Nummern 1734, 1735 und 2555 bezeichnet. Die Knoten 1734 und 2555 sind identisch. Diese werden dort der Kategorie Rolling hitches zugeordnet. In der deutschen Übersetzung von Gerhard Meyer-Uhl heißt dieser Knoten „Roll- oder Kneifstek“.

### Stopperstek (1)
Der Stopperstek oder bei Ashley Rollstek genannt in der Variante #1734 und #2555 ist im Prinzip ein Webeleinenstek, der auf der blockierenden Seite zwei Windungen hat (statt nur einer wie beim Webeleinen). Alle drei Windungen haben die gleiche Drehrichtung.

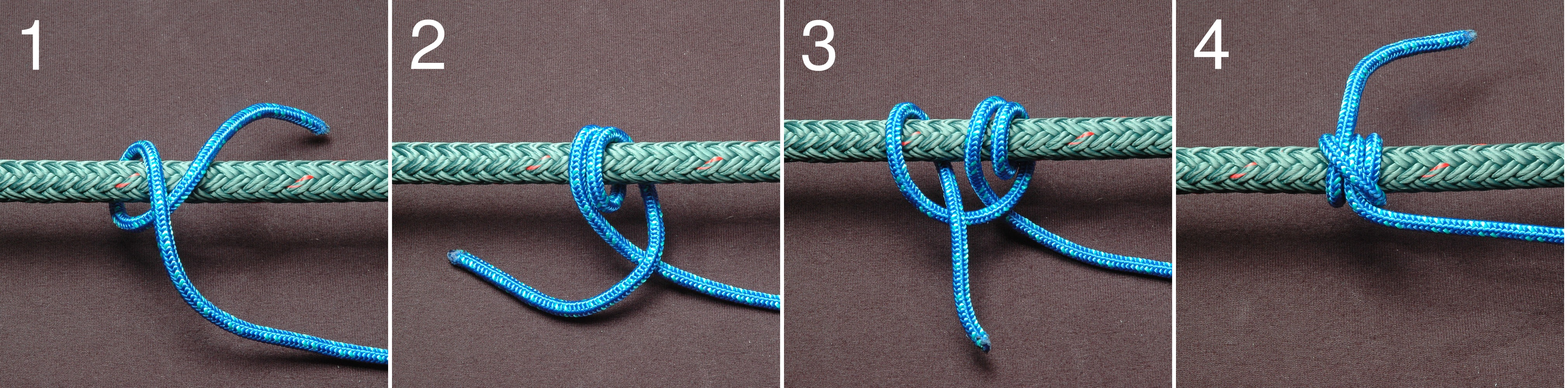
Der Stopperstek (1) in der Variante 1734 bzw. 2555

Der Knoten kann auch unter Zug geknüpft werden. Bereits der erste halbe Schlag bringt viel Reibung und hält einigen Zug. Damit mehr Reibung entsteht, macht man eine zweite Windung. Und damit man das Ende nicht immer festzuhalten braucht, macht man damit auf der anderen Seite eine dritte Windung um die Trosse. Die Zugrichtung muss so gerichtet sein, dass die Leine gegen die zwei ersten Windungen gezogen wird.
Bei starkem Zug oder einer glatten Oberfläche der Trosse kann die Zahl der Windungen erhöht werden.

### Stopperstek (2)
Der Stopperstek oder Rollstek in der Variante #1735 mit zweimaligem Überrollen über die ziehende Part gemäß der Sportbootführerscheinprüfung des DSV

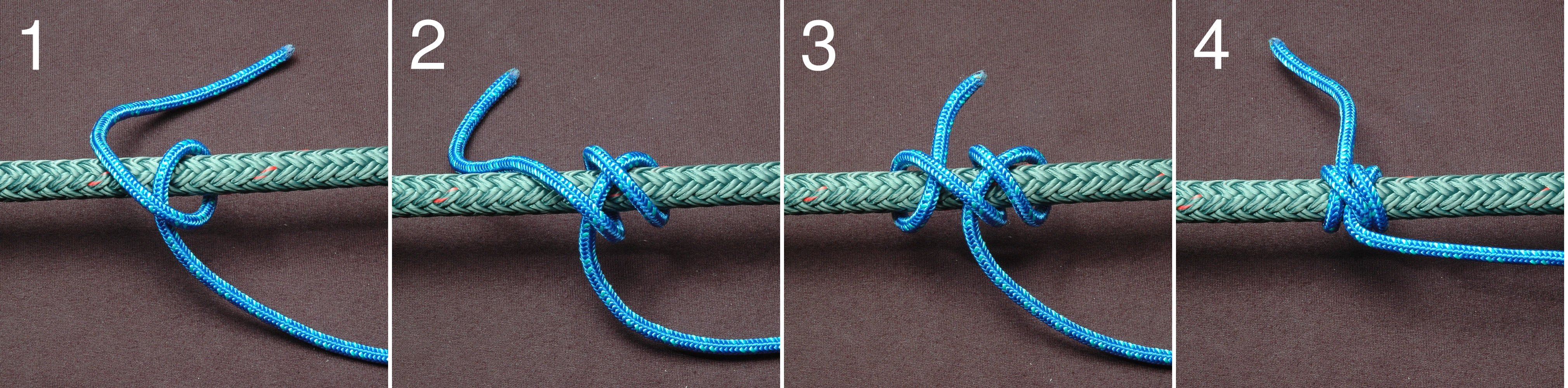
Der Stopperstek (2) in der Variante 1735 gem. der Sportbootführerscheinprüfung

## Abwandlungen

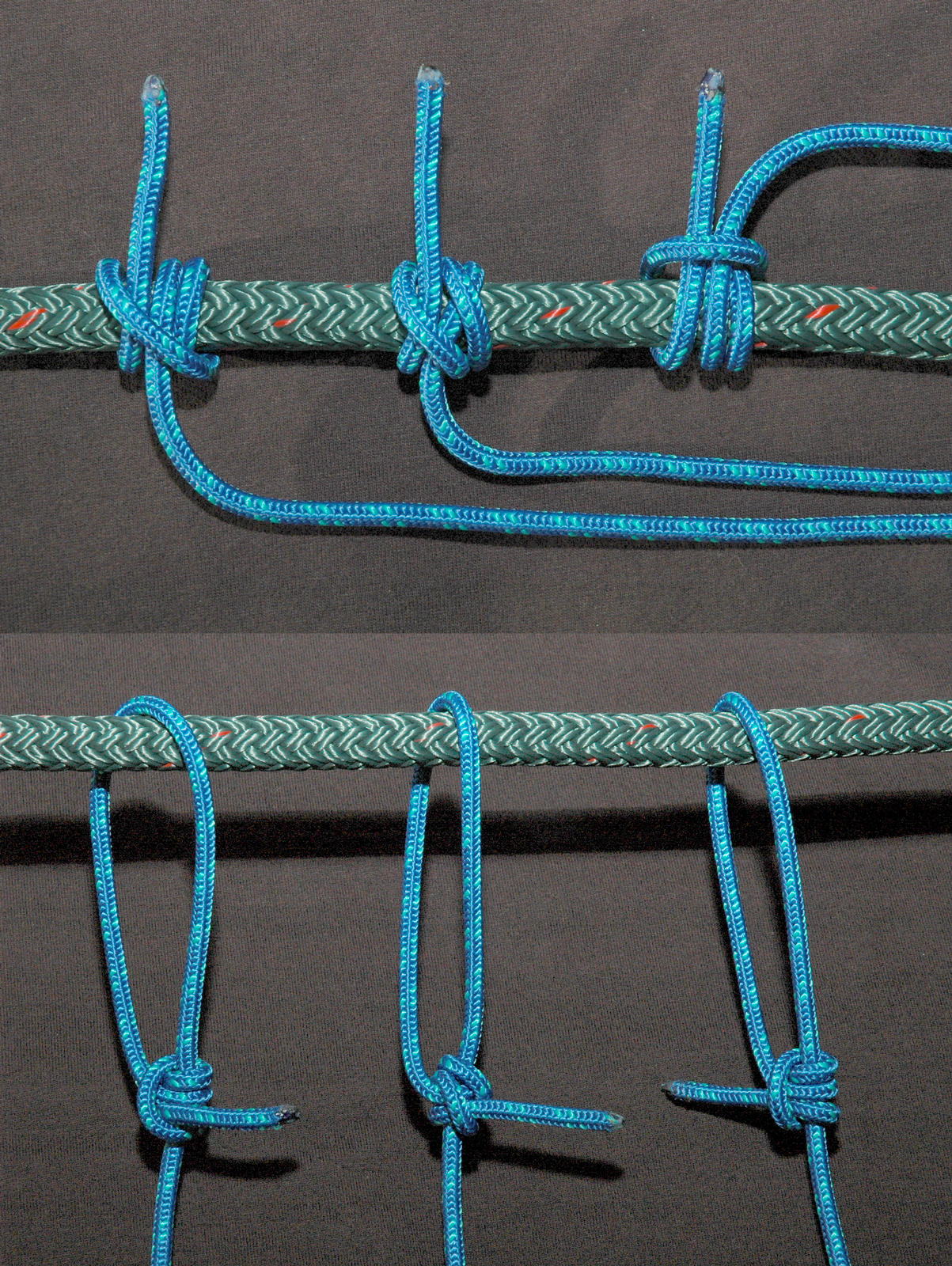
Vergleich von Stoppersteken mit den entsprechenden verstellbaren Schlaufen: Knüpft man verstellbare Schlaufen anstelle um dieselbe Leine um ein Objekt (Pfahl, Ring, Tau) entstehen Stoppersteke. Oben v.l.n.r: Stopperstek 1 (ABOK #1734), Stopperstek 2 (#1735), Magnusstek (#1736). Unten v.l.n.r:  Topsegelschotstek (#1800), Mittschiffsmann-Stek (#1799), Topsegelschotstek mit dem letzten halben Schlag entgegengesetzt gebunden (#1857). Der Topsegelschotstek[3] diente auf alten Segelschiffen zum Befestigen der Schot am Topsegel, daher der Name. Im Ashley-Buch der Knoten wird er nur als Regulierbarer Stek[4] bezeichnet. Als Zeltspanner ist er auch als „Buckelknoten“ bekannt.
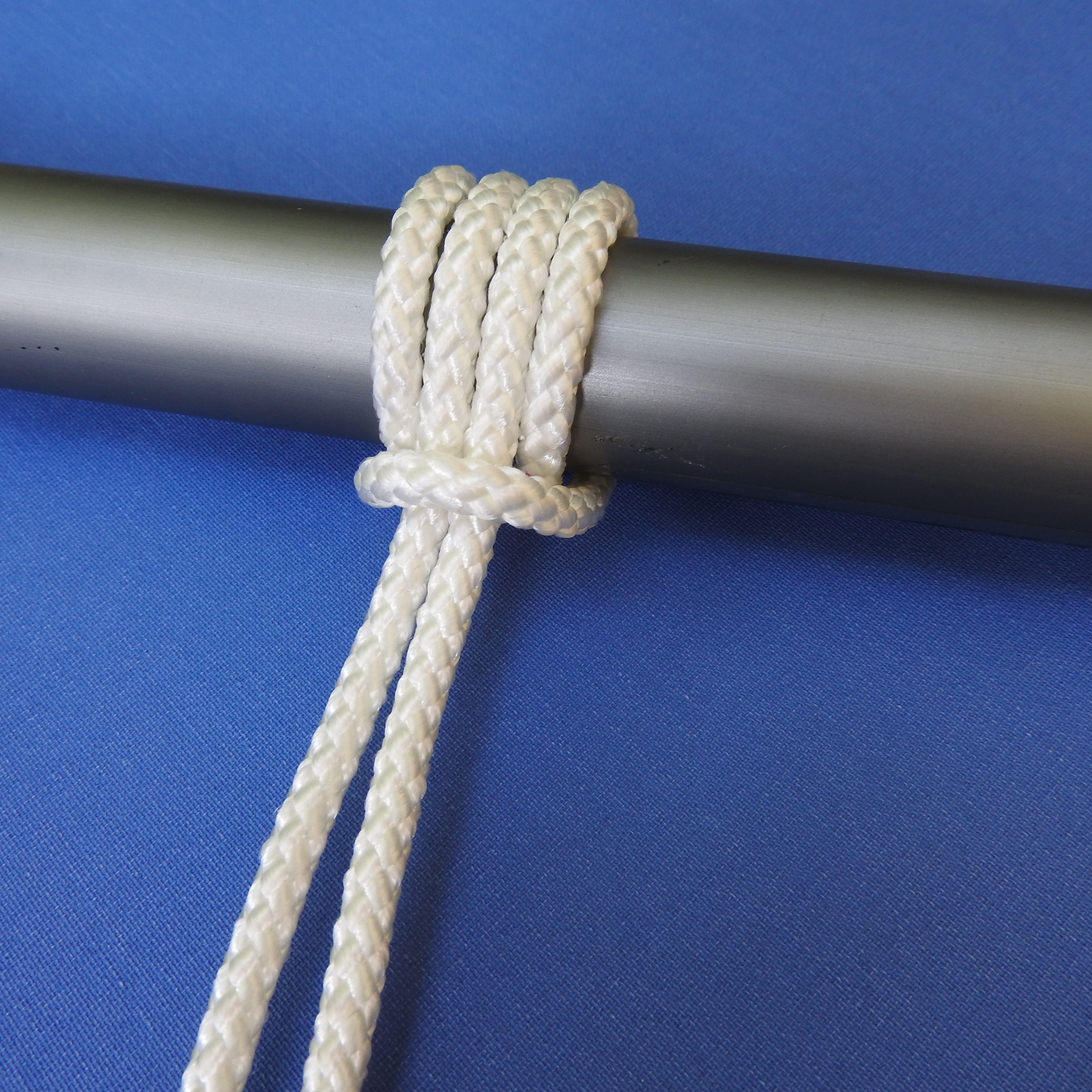
Macht man die dritte und eine weitere vierte Windung in gegenläufiger Drehrichtung, entsteht der Prusikknoten.

## Alternativen
- Bei senkrecht zur Trosse gerichtetem oder geringem Zug reicht der Webeleinenstek.
- Kletterer verwenden als Klemmknoten ausschließlich den Prusikknoten.